# Mario Gattiker

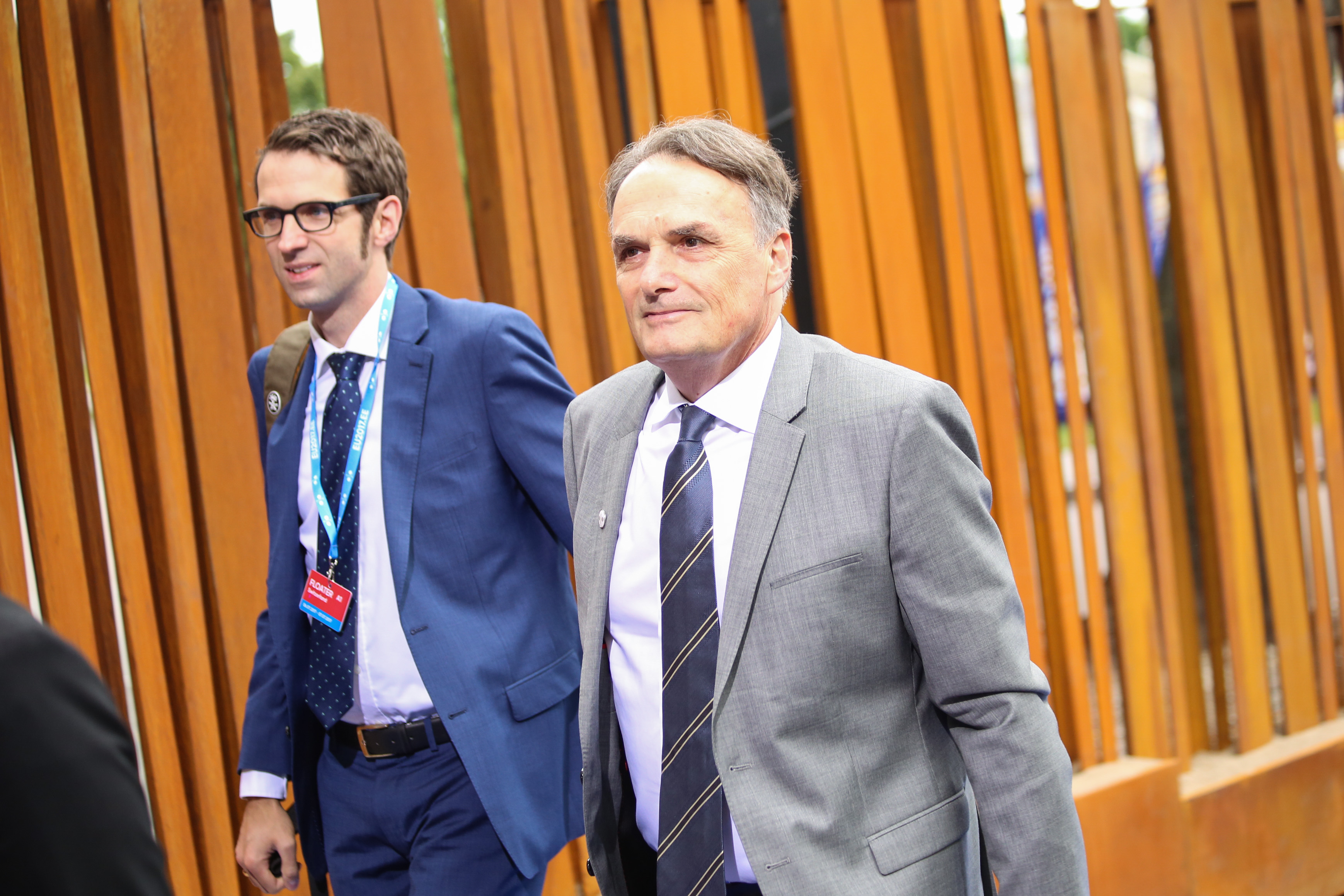
Mario Gattiker, rechts (2017)

Mario Gattiker (* 28. September 1956 in Bern) ist ein Schweizer Jurist. Von 2015 bis 2021 war er Vorsteher des Staatssekretariats für Migration SEM.

## Werdegang
Gattiker schloss 1983 sein Studium in Rechtswissenschaften an der Universität Bern ab (lic.iur). Als einer der ersten Asylrechtsjuristen war er ab Mai 1985 in der Rechtsberatungsstelle für Asylsuchende und Flüchtlinge in Bern tätig. Per 1. Mai 1990 übernahm er die Leitung des Rechtsdienstes von Caritas Schweiz in Luzern. Von 1994 bis 2009 war er Lehrbeauftragter für Migrationsrecht an der Hochschule für Soziale Arbeit in Luzern. Von 1995 bis 2001 war er Mitglied im Expertenkomitee des Europarates für Fragen der Rechte von Flüchtlingen und Staatenlosen. Er verfasste wissenschaftliche Publikationen im Asyl- und Ausländerrecht sowie im internationalen Flüchtlingsrecht in nationalen und internationalen Fachzeitschriften. 
Per 1. Mai 2001 wechselte Gattiker als leitender Sekretär der damaligen Eidgenössischen Ausländerkommission in die Schweizerische Bundesverwaltung. 2003 wurde Gattiker Vizedirektor des Bundesamtes für Ausländerfragen und ab 2005 Vizedirektor des neu geschaffenen Bundesamtes für Migration BFM. Er wurde per 1. Dezember 2010 vom Bundesrat zum stellvertretenden Direktor des BFM ernannt. Im November 2011 übernahm er die Leitung des Bundesamtes, zunächst ad interim und per 1. Januar 2012 definitiv als Direktor. Per 1. Januar 2015 wurde Gattiker vom Bundesrat zum Staatssekretär ernannt und leitet bis Ende 2021 das aus dem BFM hervorgegangene Staatssekretariat für Migration SEM. In seiner Eigenschaft als Direktor der Bundesbehörde, wie auch als Co-Vorsitzender der Arbeitsgruppe von Bund, Kantonen und Gemeinden für die Neustrukturierung des Asylbereichs AGNA, war er massgeblich für die Konzeptions- und Umsetzungsarbeiten an der umfassenden Asylreform zur Beschleunigung des Asylverfahrens verantwortlich. Diese ist seit dem 1. März 2019 in Kraft.
Gattiker baute ab 2001 die Integrationsförderung für Ausländerinnen und Ausländer auf Bundesebene auf. Im Bereich der Umsetzung des Personenfreizügigkeitsabkommens Schweiz-EU leitete Gattiker zwischen 2009 und 2016 die Delegation der Schweiz im Gemischten Ausschuss Schweiz–EU. Weiter leitete er nach der Annahme der Volksinitiative «Gegen Masseneinwanderung» am 9. Februar 2014 die inländischen Umsetzungsarbeiten und führte die Konsultationsgespräche mit der EU zur Personenfreizügigkeit.
In den Jahren 2015 und 2016 führte Gattiker während des Vorsitzes der Schweiz die Konferenz der für Migrationsfragen zuständigen Generaldirektorinnen und Generaldirektoren der europäischen Staaten GDISC. Zudem vertrat Gattiker die Schweiz in der International Centre for Migration Policy Development ICMPD-Steuergruppe, im Jahr 2020 in der Funktion des Vorsitzenden.
Im November 2021 wurde Gattiker der Ehrendoktortitel von der Rechtswissenschaftlichen Fakultät der Universität Freiburg (Schweiz) verliehen.

## Privates
Mario Gattiker ist verheiratet und hat vier erwachsene Söhne.